# Kyo (album)
Kyo è il primo album dell'omonimo gruppo rock francese. È stato pubblicato nel 2000.

## Formazione
- Florian Dubos "Flo" - chitarra
- Benoit Poher "Ben" - voce
- Nicolas Chassagne "Niko" - chitarra
- Fabien Dubos "Fab" - batteria

## Tracce
1. Il est temps – 3:27
2. Mes racines et mes ailes – 3:54
3. Je n'veux pas oublier – 3:43
4. La vérité nous ment – 3:06
5. Un sourire aux anges – 3:42
6. Telle est ma prière – 3:53
7. Comme le monde est grand – 3:49
8. C'est pas juste – 3:54
9. C'est ma faute – 3:24
10. Regardez-moi – 3:41
11. Fermons les yeux – 3:49